# 무진피화
무진피화(戊辰被禍)는 1388년(우왕 14) 무진년 정월 우왕의 명을 받은 최영, 이성계 등이 임견미, 염흥방 등을 숙청한 사건이다.
염흥방은 전 밀직부사 조반(趙胖)을 반역모의자라고 무고하여 투옥시켰으나, 이 일은 정치적인 사건으로 비화되어 최영(崔瑩)과 사전 협의를 거친 우왕은 조반(趙胖)은 석방하고 당시 전횡을 일삼던 임견미(林堅味)과 염흥방 일당을 체포하여 처형하였다. 무진년에 일어났다 하여 ‘무진피화’, 혹은 정월(正月)에 처벌했다 하여 ‘정월지주'(正月之誅)라고도 한다.

## 사건의 발단
염흥방은 젊어서 학문에 뛰어나 여러 번 동지공거(同知貢擧)가 되었고 개혁을 주창하는 인물이었으나, 이인임에게 항거하다 귀향을 다녀온 이후 권문세도가와 친분을 쌓아 탐욕에 찬 간신이 되어 돌아와 있었다고 한다.
조정에서 전횡을 일삼던 염흥방에겐 이광(李光)이란 종이 있었는데, 이광은 주인의 권세를 믿고 황해도 배주 전 밀직부사 조반(趙胖)의 땅을 강탈 했다. 이에 조반이 염흥방에게 애걸해 다시 그 땅을 돌려받았으나, 얼마 되지 않아 또 다시 이광이 땅을 빼앗고 조반을 능욕하였다.
조반이 이광에게 찾아가 애처롭게 청하여도 이광이 더욱 방자하고 포학하자, 조반이 분함을 이기지 못하여 수십 기(騎)로 그가 사는 집을 포위하고 이광을 목벤 다음에 그의 집을 불지르고 말을 달려 개경에 들어가 장차 염흥방에게 알리려 하였다.
1388년(우왕 14년,무진년) 정월 초하루 염흥방은 이 소식을 듣고 크게 노해, 우왕에게 강권하여 조반을 수배하였다. 체포된 조반은 순군옥에서 심문을 받았는데 “6, 7 명의 탐욕스러운 재상들이 사방에 종을 놓아 남의 노비와 토지를 빼앗고 백성들을 해치며 학대하니 이들이 큰 도적이다. 지금 이광을 벤 것은 오직 국가를 돕고 백성을 해치는 도적을 제거하려 한 것뿐인데, 어찌 반란을 꾀한다고 하느냐.” 라고 항변하였다.
염흥방은 고문을 통해 조반을 반역모의자라고 무고하고, 조반과 그 가족들을 체포해 순군옥에 가두고 고문등의 참혹한 형을 가하며 기어코 반역 사건으로 몰려 했다. 그리하여 염흥방은 오히려 조반이 난을 일으키려한다고 허위보고까지 하였다.

## 경과
고려 우왕은 전횡을 일삼는 것을 더 이상 묵과할 수 없다하여 최영과 이성계에 명하여 병력을 동원, 왕궁을 숙위하게 하고 삼사좌사(三司左使) 염흥방을 비롯하여 영삼사사 임견미, 찬성사 도길부(都吉敷)등의 체포령을 내렸다.
임견미는 “7일 만에 녹을 주는 것은 옛 제도이다. 지금 까닭 없이 폐지하니 어찌 임금된 도리인가. 옛부터 임금이 그릇된 것을 신하로서 바로 잡은 자가 있다”고 거짓으로 호도하며 무력으로 맞서려 하였다. 임견미는 사람을 보내 그의 도당들을 모이게 하려했으나 이미 갑옷 입은 기병들이 집을 둘러싸고 있었다. 임견미의 집은 남산 북쪽에 있었는데 조금 뒤에 남산을 쳐다보니 기병들이 열을 지어 포진하고 있었다. 임견미는 전의를 잃고 순순히 붙들렸는데 탄식하며 말했다. “광평군(廣平君, 이인임)이 나를 그르쳤도다.”
이 사건으로 우시중 이성림(李成林, 염흥방의 異父兄), 찬성사 반복해(潘福海), 대사헌 염정수, 지밀직 김영진(金永珍, 임견미의 사위), 밀직부사 임치(林淄, 임견미의 아들) 등을 순군옥에 가두었고 이어 염흥방, 임견미, 도길부, 이성림, 염정수, 반복해, 김영진, 임치를 베어 죽이고 그 족당(族黨)인 찬성사 김용휘, 삼사우사 이존성(李存性, 이인복의 손자로 이성림의 사위), 판개성 임제미(林齊味, 임견미의 아우), 밀직 홍징(洪徵, 염흥방의 매부), 밀직 임헌(任獻), 전법판서 이송(李竦), 임헌의 세 아들 임공위(任公緯), 임공약(任公約), 임공진(任公縝), 반덕해(潘德海, 반복해의 형), 개성윤 정각(鄭慤, 반복해의 매부), 임견미의 문객인 박인귀(朴仁貴), 이희번(李希蕃), 우시중 반익순(潘益淳, 반복해의 부친), 우사의대부 신권(辛權, 임견미의 조카사위), 대호군 신봉생(辛鳳生, 도길부의 사위), 집의(執義) 이미생(李美生, 임견미의 족자), 홍징의 세 아들 홍상빈(洪尙濱), 홍상부(洪尙溥), 홍상연(洪尙淵), 임견미의 가신 김만흥(金萬興) 등을 참수했고 임견미 등의 집을 몰수하였다.
우왕은 인사 발령을 하여 최영을 문하시중, 이성계를 수문하시중, 이색을 판삼사사, 우현보(禹玄寶)․윤진(尹珍)․안종원(安宗源)을 문하찬성사, 문달한(文達漢)․송광미(宋光美)․안소(安沼)를 문하평리, 성석린을 정당문학, 왕흥(王興)을 지문하사, 인원보(印原寶)를 판밀직사사로 임명하였다.
이후 다시 이미 처형당한 자들의 족당 50여 명을 참수했다. 서성군(瑞城君) 염국보(廉國寶, 염흥방의 형), 염치중(廉致中, 염국보의 아들), 안조동(安祖同, 염국보의 사위), 성균제주(成均祭酒) 윤전(尹琠, 염흥방의 사위), 호군 최지(崔遲, 염흥방의 사위), 대호군 김함(金涵,  반복해의 매부), 호군 임맹양(林孟陽, 임제미의 아들) 등이다.
이것이 바로 당시 전횡을 일삼던 임견미(林堅味)과 염흥방 일당이 처형되는 무진피화(戊辰被禍, 1388년 무진년의 피화)라고 하였는데, 정월에 발생한 일이라 정월지주(正月之誅)라고 말하기도 하였다. - 『고려사』, 권113,「최영 열전」

## 같이 보기
- 우왕
- 최영
- 조반
- 염흥방
- 임견미
- 도길부

## 참고 자료
- 「다시 쓰는 간신열전」, 개혁세력에서 돈벌레가 된 간신(염흥방), 함규진 최용범 저, 페이퍼로드(2007년, 85~86p)
- 이 문서에는 다음커뮤니케이션(현 카카오)에서 GFDL 또는 CC-SA 라이선스로 배포한 글로벌 세계대백과사전의 내용을 기초로 작성된 글이 포함되어 있습니다.